# Tolfa
Tolfa é uma comuna italiana da região do Lácio, província de Roma, com cerca de 4.926 habitantes. Estende-se por uma área de 167 km², tendo uma densidade populacional de 29 hab/km². Faz fronteira com Allumiere, Blera (VT), Bracciano, Canale Monterano, Cerveteri, Manziana, Monte Romano (VT), Santa Marinella, Tarquinia (VT), Vejano (VT).
Pertence à rede das Cidades Cittaslow.

## Demografia
| Variação demográfica do município entre 1861 e 2011                               |
|                                                                                   |
| Fonte: Istituto Nazionale di Statistica (ISTAT) - Elaboração gráfica da Wikipedia |